# Edward White Benson
Edward White Benson (1829. július 14. – 1896. október 11.) 1882-től haláláig Canterbury érseke volt.

## Élete
Highgate-ben született, s a King Edward's Schoolban és a cambridge-i Trinity College-ben tanult. Pályafutását 1852-ben a Rughby School tanára lett. 1859-ben Albert herceg őt választotta a berkshire-i Wellington College vezető tanárává, igazgatójává. Ezt az iskolát a nemzet építette, hogy megemlékezzen Wellington hercegéről. Benson fő célja az volt, hogy magán-középiskolát alakítson ki, olyat, mint a Rughby School, és nem katonai akadémiát, mint amit eredetileg terveztek. Később 1872-77 között Lincoln vezetője volt, majd 1877-től 82-ig Truro püspöke volt. 1880-ban ő alapította a Truro High School for Girlst.
Benson elmesélt egy történetet Henry James-nek a Sátánt szolgáló szellemekről, akik megpróbáltak fiatal gyermekeket a halálukba csalogatni. James a történetet feljegyezte jegyzetfüzetébe, és ezt használta kiindulópontul A csavar fordul egyet című klasszikus szellemtörténetéhez. Benson 1896-ban halt meg.

## Hagyatéka
Benson leginkább a kilenc szentlecke és ének szertartásrendjéről ismert, amit először 1880 szentestéjén a Trurói székesegyházban mutatott be. Ma ezt a szertartásrendet követik az egész világon december 24.én.
Bensonnak és feleségének, Henry Sidgwick filozófus lányának hat gyermeke született. Az ötödik Edward Frederic Benson volt. Arthur Christopher Benson is náluk született, aki Edward Elgar zenéihez írt szövegeket. A Cambridge-i Magdalene College-ben is tanított. Legfiatalabb gyermekük Robert Hugh Benson volt, aki áttért a római katolikus hitre, és számos történetet írt. Lányuk, Margaret Benson művész, író és amatőr egyiptológus volt.